# Blépharoplaste
Le blépharoplaste est une structure cellulaire (un centriole) située à la base des flagelles ou des cils,  des cellules. Il constitue un prolongement de l'axonème. Les blépharoplastes d'une cellule possèdent parfois des appendices, les radicules striés, qui les relient aux autres éléments du cytosquelette.